# 詹姆斯·麦克卢尔
詹姆斯·“吉米”·麦克卢尔（英語：James "Jimmy" McClure，1916年9月28日—2005年2月12日），美国男子乒乓球运动员。他曾获得4枚世界乒乓球锦标赛金牌和2枚铜牌。